# Mini World (album de Indila)
Mini World este albumul de debut a cântăreței franceze de R&B Indila. El a fost lansat pentru prima dată pe 24 februarie 2014.

## Listă melodii
| Mini World – ediție standart |                        |         |  |
| Nr.                          | Titlu                  | Lungime |  |
| 1.                           | „Dernière danse”       | 3:33    |  |
| 2.                           | „Tourner dans le vide” | 4:06    |  |
| 3.                           | „Love Story”           | 5:16    |  |
| 4.                           | „S.O.S”                | 4:32    |  |
| 5.                           | „Comme un bateau”      | 4:55    |  |
| 6.                           | „Run Run”              | 3:45    |  |
| 7.                           | „Ego”                  | 4:16    |  |
| 8.                           | „Boite en argent”      | 4:25    |  |
| 9.                           | „Tu ne m'entends pas”  | 3:17    |  |
| 10.                          | „Mini World”           | 5:09    |  |

| Mini World – ediție delux |                                               |         |  |
| Nr.                       | Titlu                                         | Lungime |  |
| 11.                       | „Tourner dans le vide” (versiune orchestrală) |         |  |
| 12.                       | „Love Story” (versiune orchestrală)           |         |  |
| 13.                       | „S.O.S” (versiune acustică)                   |         |  |

## Clasamente

### Clasamente săptămânale
| Clasament (2014)     | Poziție maximă |
| -------------------- | -------------- |
| Albume grecia (IFPI) | 8              |